# Licks
Licks è un film del 2013 diretto da Jonathan Singer-Vine.
Pellicola statunitense presentata, nella selezione ufficiale, al South by Southwest film festival (SXSW). Ha partecipato nel concorso lungometraggi al Milano Film Festival.

## Trama
D è un ragazzo cresciuto in quartiere degradato come quello di Oakland, dove imperversano le bande criminali che hanno il controllo dei traffici di armi, sostanze stupefacenti e prostituzione. Dopo essere stato due anni in prigione, D si ritrova spaesato e prova a ricominciare a costruirsi una nuova vita.